# Вила на Путу Озренских партизана 29
Вила на Путу Озренских партизана 29 је грађевина која је саграђена 1939. године. С обзиром да представља значајну историјску грађевину, проглашена је непокретним културним добром Републике Србије. Налази се у Сокобањи, под заштитом је Завода за заштиту споменика културе Ниш.

## Историја
Вила на Путу Озренских партизана 29 припада архитектури породичних бањских вила за одмор. Саграђена је на земљишту које је у паду и у склопу је дворишне парцеле која је окружена брдским зеленилом. У основи је квадратног облика, спољњи зидови сутерена су озидани природним каменом са блоковима мање правилног облика. У нивоу приземља, на угаону прилазну терасу се надовезује у истој ширини и застакљен улазни трем са аркадама преко масивних стубова. Улазни трем се надовезује на пространи хол на који се надовезују просторије у унутрашњости. Кров зграде је изведен пирамидално и прекривен је бибер црепом. У централни регистар је уписана 17. фебруара 1988. под бројем СК 765, а у регистар Завода за заштиту споменика културе Ниш 16. децембра 1987. под бројем СК 198.